# 山田富秋
山田富秋（やまだ とみあき、1955年9月27日 - ）は、日本の社会学者、松山大学教授。専攻はエスノメソドロジー、ライフストーリーの社会学。

## 来歴
北海道生まれ。
1976-77年カリフォルニア大学ロサンゼルス校に学ぶ。
1978年東北大学文学部哲学科卒、83年同大学院博士課程満期退学。
2001年「批判実践としてのエスノメソドロジー」で早稲田大学より文学博士の学位を取得。山口女子大学助教授、山口県立大学助教授。
1999年京都精華大学助教授、教授
2005年松山大学人文学部社会学科教授。

## 著書
- 『日常性批判 シュッツ・ガーフィンケル・フーコー』せりか書房 2000
- 『フィールドワークのアポリア エスノメソドロジーとライフストーリー』せりか書房 松山大学研究叢書 2011

### 共編著
- 『排除と差別のエスノメソドロジー 「いまーここ」の権力作用を解読する』好井裕明共著 新曜社 1991
- 『エスノメソドロジーの想像力』好井裕明共編 せりか書房 1998
- 『会話分析への招待』好井裕明,西阪仰共編 世界思想社 1999
- 『実践のフィールドワーク』好井裕明共編 せりか書房 せりかクリティク 2002
- 『老いと障害の質的社会学 フィールドワークから』編 世界思想社 2004
- 『ライフストーリーの社会学』編著 北樹出版 2005
- 『過去を忘れない 語り継ぐ経験の社会学』桜井厚,藤井泰共編 せりか書房 2008
- 『語りが拓く地平 ライフストーリーの新展開』好井裕明共編 せりか書房 2013

### 翻訳
- ハロルド・ガーフィンケル 他『エスノメソドロジー 社会学的思考の解体』好井裕明、山崎敬一共編訳 せりか書房 1987
- アラン・クロン『入門エスノメソドロジー 私たちはみな実践的社会学者である』水川喜文共訳 せりか書房 1996
- R.M.エマーソン, R.I.フレッツ, L.L.ショウ『方法としてのフィールドノート 現地取材から物語作成まで』佐藤郁哉,好井裕明共訳 新曜社 1998
- ジェイムズ・ホルスタイン, ジェイバー・グブリアム『アクティヴ・インタビュー 相互行為としての社会調査』兼子一,倉石一郎,矢原隆行共訳 せりか書房 2004

## 参考
- [ISBN　978-4-7967-0303-1]
- 『現代日本人名録』2002年
- J-GLOBAL